# Séron
Séron is een gemeente in het Franse departement Hautes-Pyrénées (regio Occitanie) en telt 223 inwoners (1999). De plaats maakt deel uit van het arrondissement Tarbes.

## Geografie
De oppervlakte van Séron bedraagt 9,2 km², de bevolkingsdichtheid is 24,2 inwoners per km².
Samen met de gemeenten Luquet, Gardères, Villenave-près-Béarn en Escaunets vormt Séron een exclave van het departement Hautes-Pyrénées binnen het grondgebied van het departement Pyrénées-Atlantiques. De vijf gemeenten behoren historisch tot Bigorre, terwijl de omringende gemeenten behoorden tot Béarn.

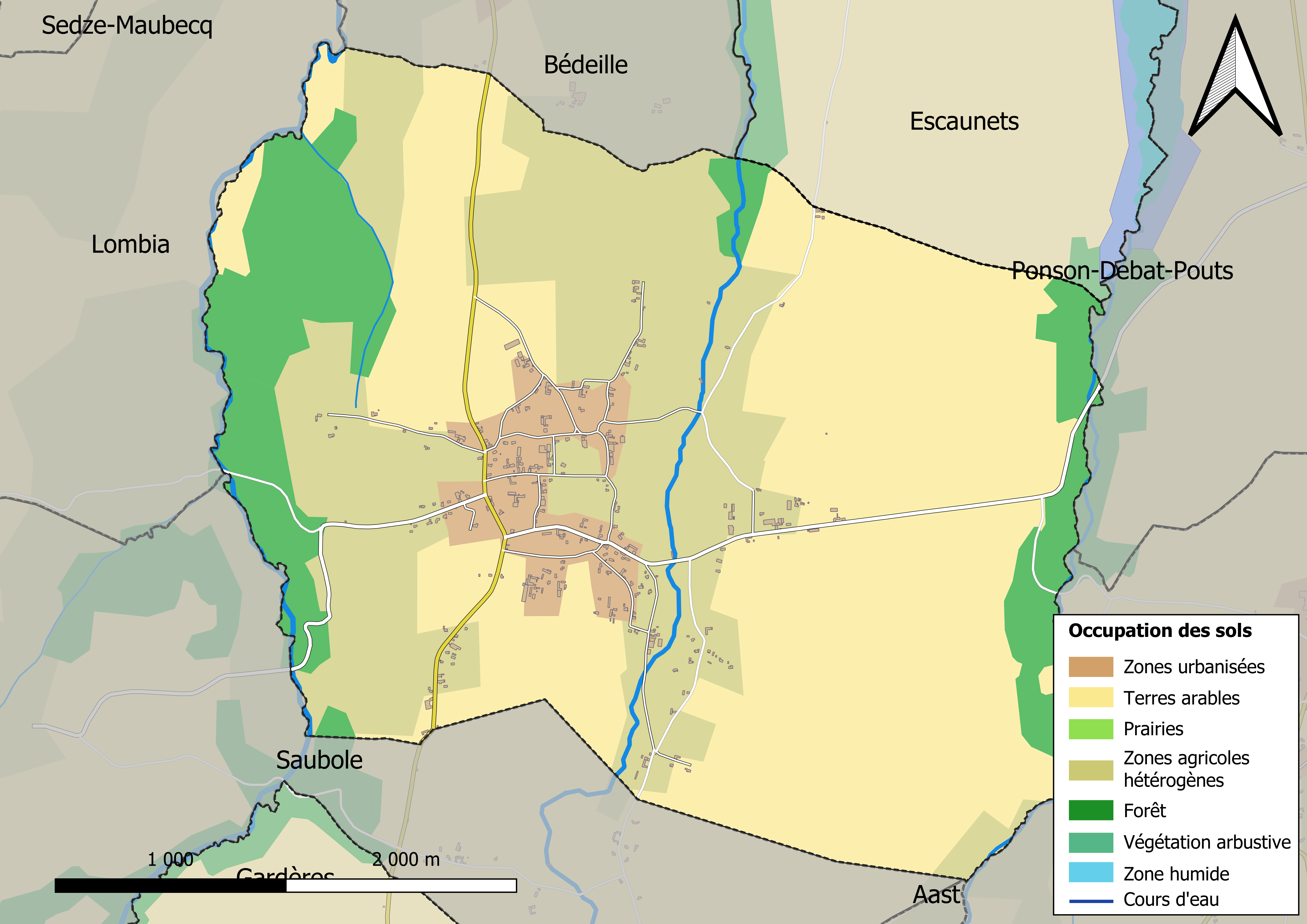
Kaart van de gemeente met belangrijkste infrastructuur, bodemgebruik en omliggende gemeenten

## Demografie
Onderstaande figuur toont het verloop van het inwonertal (bron: INSEE-tellingen).